# 태상 (북위)
태상(泰常)은 중국 북위(北魏) 명원제(明元帝)의 세 번째 연호이다. 416년 4월에서 423년까지 7년 9개월 동안 사용하였다. 423년 11월, 명원제의 뒤를 이어 즉위한 태무제(太武帝)가 남은 1개월 동안 이어서 사용하고 424년에 개원하였다.
같은 시기에 사용된 다른 연호로는 동진(東晉)에서 사용한 의희(義熙 : 405년 ~ 418년), 원희(元熙 : 419년 ~ 420년), 후진(後秦)에서 사용한 영화(永和 : 416년 ~ 417년), 서진(西秦)에서 사용한 영강(永康 : 412년 ~ 419년), 건홍(建弘 : 420년 ~ 428년), 북량(北凉)에서 사용한 현시(玄始 : 412년 ~ 428년), 서량(西凉)에서 사용한 건초(建初 : 405년 ~ 417년), 가흥(嘉興 : 417년 ~ 420년), 영건(永建 : 420년 ~ 421년), 하(夏)에서 사용한 봉상(鳳祥 : 413년 ~ 418년), 창무(昌武 : 418년 ~ 419년), 진흥(眞興 : 419년 ~ 425년), 북연(北燕)에서 사용한 태평(太平 : 409년 ~ 430년), 송(宋)에서 사용한 영초(永初 : 420년 ~ 422년), 경평(景平 : 423년 ~ 424년)이 있다.

## 개원
신서(神瑞) 3년 4월 5일(416년 5월 17일)에 태상(泰常)으로 개원함.

## 연대대조표
| 태상                | 원년            | 2년                  | 3년                 | 4년                 | 5년                 | 6년        | 7년        | 8년             |
| 서력                | 416년           | 417년                | 418년               | 419년               | 420년               | 421년      | 422년      | 423년           |
| 육십간지 (六十干支) | 병진(丙辰)      | 정사(丁巳)           | 무오(戊午)          | 기미(己未)          | 경신(庚申)          | 신유(辛酉) | 임술(壬戌) | 계해(癸亥)      |
| 동진 (東晉)         | 의희(義熙) 12년 | 13년                 | 14년                | 원희(元熙) 원년     | 2년                 | -          | -          | -               |
| 후진 (後秦)         | 영화(永和) 원년 | 2년                  | -                   | -                   | -                   | -          | -          | -               |
| 서진 (西秦)         | 영강(永康) 5년  | 6년                  | 7년                 | 8년                 | 건홍(建弘) 원년     | 2년        | 3년        | 4년             |
| 북량 (北凉)         | 현시(玄始) 5년  | 6년                  | 7년                 | 8년                 | 9년                 | 10년       | 11년       | 12년            |
| 서량 (西凉)         | 건초(建初) 12년 | 13년 가흥(嘉興) 원년 | 2년                 | 3년                 | 4년 영건(永建) 원년 | 2년        | -          | -               |
| 하 (夏)             | 봉상(鳳翔) 4년  | 5년                  | 6년 창무(昌武) 원년 | 2년 진흥(眞興) 원년 | 2년                 | 3년        | 4년        | 5년             |
| 북연 (北燕)         | 태평(太平) 8년  | 9년                  | 10년                | 11년                | 12년                | 13년       | 14년       | 15년            |
| 송 (宋)             | -               | -                    | -                   | -                   | 영초(永初) 원년     | 2년        | 3년        | 경평(景平) 원년 |

## 삭일(1일)
| 태상 원년 (416년) | 1월             | 2월             | 3월             | 4월             | 5월             | 6월             | 7월             | 8월             | 9월             | 10월            | 11월            | 12월            |                 |
| ----------------- | --------------- | --------------- | --------------- | --------------- | --------------- | --------------- | --------------- | --------------- | --------------- | --------------- | --------------- | --------------- | --------------- |
| 삭일(음력)        | 기묘일 (己卯日) | 기유일 (己酉日) | 무인일 (戊寅日) | 무신일 (戊申日) | 정축일 (丁丑日) | 정미일 (丁未日) | 병자일 (丙子日) | 병오일 (丙午日) | 을해일 (乙亥日) | 을사일 (乙巳日) | 갑술일 (甲戌日) | 갑진일 (甲辰日) |                 |
| 율리우스력        | 416년 2월 14일  | 3월 15일        | 4월 13일        | 5월 13일        | 6월 11일        | 7월 11일        | 8월 9일         | 9월 8일         | 10월 7일        | 11월 6일        | 12월 5일        | 417년 1월 4일   |                 |
| 태상 2년 (417년)  | 1월             | 2월             | 3월             | 4월             | 5월             | 6월             | 7월             | 8월             | 9월             | 10월            | 11월            | 12월            | 윤12월          |
| 삭일(음력)        | 갑술일 (甲戌日) | 계묘일 (癸卯日) | 계유일 (癸酉日) | 임인일 (壬寅日) | 임신일 (壬申日) | 신축일 (辛丑日) | 신미일 (辛未日) | 경자일 (庚子日) | 경오일 (庚午日) | 기해일 (己亥日) | 기사일 (己巳日) | 무술일 (戊戌日) | 무진일 (戊辰日) |
| 율리우스력        | 417년 2월 3일   | 3월 4일         | 4월 3일         | 5월 2일         | 6월 1일         | 6월 30일        | 7월 30일        | 8월 28일        | 9월 27일        | 10월 26일       | 11월 25일       | 12월 24일       | 418년 1월 23일  |
| 태상 3년 (418년)  | 1월             | 2월             | 3월             | 4월             | 5월             | 6월             | 7월             | 8월             | 9월             | 10월            | 11월            | 12월            |                 |
| 삭일(음력)        | 정유일 (丁酉日) | 정묘일 (丁卯日) | 병신일 (丙申日) | 병인일 (丙寅日) | 병신일 (丙申日) | 을축일 (乙丑日) | 을미일 (乙未日) | 갑자일 (甲子日) | 갑오일 (甲午日) | 계해일 (癸亥日) | 계사일 (癸巳日) | 임술일 (壬戌日) |                 |
| 율리우스력        | 418년 2월 21일  | 3월 23일        | 4월 21일        | 5월 21일        | 6월 20일        | 7월 19일        | 8월 18일        | 9월 16일        | 10월 16일       | 11월 14일       | 12월 14일       | 419년 1월 12일  |                 |
| 태상 4년 (419년)  | 1월             | 2월             | 3월             | 4월             | 5월             | 6월             | 7월             | 8월             | 9월             | 10월            | 11월            | 12월            |                 |
| 삭일(음력)        | 임진일 (壬辰日) | 신유일 (辛酉日) | 신묘일 (辛卯日) | 경신일 (庚申日) | 경인일 (庚寅日) | 기미일 (己未日) | 기축일 (己丑日) | 기미일 (己未日) | 무자일 (戊子日) | 무오일 (戊午日) | 정해일 (丁亥日) | 정사일 (丁巳日) |                 |
| 율리우스력        | 419년 2월 11일  | 3월 12일        | 4월 11일        | 5월 10일        | 6월 9일         | 7월 8일         | 8월 7일         | 9월 6일         | 10월 5일        | 11월 4일        | 12월 3일        | 420년 1월 2일   |                 |
| 태상 5년 (420년)  | 1월             | 2월             | 3월             | 4월             | 5월             | 6월             | 7월             | 8월             | 윤8월           | 9월             | 10월            | 11월            | 12월            |
| 삭일(음력)        | 병술일 (丙戌日) | 병진일 (丙辰日) | 을유일 (乙酉日) | 을묘일 (乙卯日) | 갑신일 (甲申日) | 갑인일 (甲寅日) | 계미일 (癸未日) | 계축일 (癸丑日) | 임오일 (壬午日) | 임자일 (壬子日) | 신사일 (辛巳日) | 신해일 (辛亥日) | 신사일 (辛巳日) |
| 율리우스력        | 420년 1월 31일  | 3월 1일         | 3월 30일        | 4월 29일        | 5월 28일        | 6월 27일        | 7월 26일        | 8월 25일        | 9월 23일        | 10월 23일       | 11월 21일       | 12월 21일       | 421년 1월 20일  |
| 태상 6년 (421년)  | 1월             | 2월             | 3월             | 4월             | 5월             | 6월             | 7월             | 8월             | 9월             | 10월            | 11월            | 12월            |                 |
| 삭일(음력)        | 경술일 (庚戌日) | 경진일 (庚辰日) | 기유일 (己酉日) | 기묘일 (己卯日) | 무신일 (戊申日) | 무인일 (戊寅日) | 정미일 (丁未日) | 정축일 (丁丑日) | 병오일 (丙午日) | 병자일 (丙子日) | 을사일 (乙巳日) | 을해일 (乙亥日) |                 |
| 율리우스력        | 421년 2월 18일  | 3월 20일        | 4월 18일        | 5월 18일        | 6월 16일        | 7월 16일        | 8월 14일        | 9월 13일        | 10월 12일       | 11월 11일       | 12월 10일       | 422년 1월 9일   |                 |
| 태상 7년 (422년)  | 1월             | 2월             | 3월             | 4월             | 5월             | 6월             | 7월             | 8월             | 9월             | 10월            | 11월            | 12월            |                 |
| 삭일(음력)        | 갑진일 (甲辰日) | 갑술일 (甲戌日) | 계묘일 (癸卯日) | 계유일 (癸酉日) | 계묘일 (癸卯日) | 임신일 (壬申日) | 임인일 (壬寅日) | 신미일 (辛未日) | 신축일 (辛丑日) | 경오일 (庚午日) | 경자일 (庚子日) | 기사일 (己巳日) |                 |
| 율리우스력        | 422년 2월 7일   | 3월 9일         | 4월 7일         | 5월 7일         | 6월 6일         | 7월 5일         | 8월 4일         | 9월 2일         | 10월 2일        | 10월 31일       | 11월 30일       | 12월 29일       |                 |
| 태상 8년 (423년)  | 1월             | 2월             | 3월             | 4월             | 윤4월           | 5월             | 6월             | 7월             | 8월             | 9월             | 10월            | 11월            | 12월            |
| 삭일(음력)        | 기해일 (己亥日) | 무진일 (戊辰日) | 무술일 (戊戌日) | 정묘일 (丁卯日) | 정유일 (丁酉日) | 병인일 (丙寅日) | 병신일 (丙申日) | 병인일 (丙寅日) | 을미일 (乙未日) | 을축일 (乙丑日) | 갑오일 (甲午日) | 갑자일 (甲子日) | 계사일 (癸巳日) |
| 율리우스력        | 423년 1월 28일  | 2월 26일        | 3월 28일        | 4월 26일        | 5월 26일        | 6월 24일        | 7월 24일        | 8월 23일        | 9월 21일        | 10월 21일       | 11월 19일       | 12월 19일       | 424년 1월 17일  |

## 같이 보기
- 중국의 연호

| 이전 연호 신서(神瑞) | 중국의 연호 북위(北魏) | 다음 연호 시광(始光) |